# إدموند تشن
إدموند تشن هو ممثل سنغافوري، ولد في 4 فبراير 1962 في سنغافورة.

## وصلات خارجية
- إدموند تشن على موقع IMDb (الإنجليزية)
- إدموند تشن على موقع قاعدة بيانات الفيلم (الإنجليزية)